# Liste der Naturdenkmale in Demmin
Die Liste der Naturdenkmale in Demmin nennt die Naturdenkmale in Demmin im Landkreis Mecklenburgische Seenplatte in Mecklenburg-Vorpommern.

## Naturdenkmale
| Bild            | Nr.        | Bezeichnung              | Standort                                                            | Beschreibung | Schutzzweck | Verordnung |
| --------------- | ---------- | ------------------------ | ------------------------------------------------------------------- | ------------ | ----------- | ---------- |
| BW              | 2044/401-0 | Blutbuche                | Demmin Beethovenstraße 23d (53° 54′ 6,7″ N, 13° 2′ 56,3″ O)         | [ 1 ]        |             |            |
| Fotos hochladen | 2044/406-0 | Stieleiche               | Demmin Ernst-Barlach-Park (53° 54′ 19,6″ N, 13° 2′ 46,2″ O)         | [ 2 ]        |             |            |
| BW              | 2144/408-0 | Gemeine Kiefer           | Demmin Stavenhagener Straße (53° 53′ 31,5″ N, 13° 2′ 7,2″ O)        | [ 3 ]        |             |            |
| BW              | 2044/405-0 | Stieleiche               | Demmin Treptower Straße 35b (53° 54′ 11,4″ N, 13° 2′ 32,9″ O)       | [ 4 ]        |             |            |
| BW              | 2144/402-0 | Stieleiche               | Demmin östlich Peene-Altarm (53° 53′ 49,3″ N, 13° 2′ 9,3″ O)        | [ 5 ]        |             |            |
| BW              | 2143/105-0 | Stieleiche               | Klenz westlich Klenzer Weg 2 (53° 52′ 37,7″ N, 12° 59′ 48″ O)       | [ 6 ]        |             |            |
| BW              | 2143/410-0 | Sandbirke                | Klenz südlich Klenzer Weg 2 (53° 52′ 37,3″ N, 12° 59′ 51,8″ O)      | [ 7 ]        |             |            |
| BW              | 2144/410-0 | Hainbuche                | Klenz östlich von Klenz (53° 52′ 42,6″ N, 13° 0′ 18,2″ O)           | [ 8 ]        |             |            |
| BW              | 2144/404-0 | Stieleiche               | Lindenfelde Gutspark (53° 52′ 24,8″ N, 13° 0′ 56,1″ O)              | [ 9 ]        |             |            |
| BW              | 2044/119-0 | Baumhasel und 2 Platanen | Meyenkrebs Meyenkrebs 12 (53° 55′ 3,5″ N, 13° 1′ 56,9″ O)           | [ 10 ]       |             |            |
| BW              | 2144/407-0 | Stieleiche               | östlich Neu-Vorwerk (53° 53′ 10,5″ N, 13° 0′ 40,8″ O)               | [ 11 ]       |             |            |
| BW              | 2144/409-0 | Rotbuche                 | Vorwerker Schweiz (53° 53′ 23″ N, 13° 1′ 8,4″ O)                    | [ 12 ]       |             |            |
| BW              | 2043/105-0 | Linde                    | Wotenick Ö gegenüber der Kirche (53° 56′ 14,4″ N, 12° 59′ 19,7″ O)  | [ 13 ]       |             |            |
| BW              | 2043/106-0 | Linde                    | Wotenick östlich vor St. Nikolai (53° 56′ 14,4″ N, 12° 59′ 16,4″ O) | [ 14 ]       |             |            |
| BW              | 2043/107-0 | Linde                    | Wotenick NÖ gegenüber der Kirche (53° 56′ 15,3″ N, 12° 59′ 18,1″ O) | [ 15 ]       |             |            |